# جيمي باتس
جيمي باتس (بالإنجليزية: Jimmy Butts)‏ هو عازف جاز أمريكي، ولد في 24 سبتمبر 1917 في نيويورك في الولايات المتحدة، وتوفي بنفس المكان في 8 يناير 1998.

## وصلات خارجية
- جيمي باتس على موقع IMDb (الإنجليزية)
- جيمي باتس على موقع ميوزك برينز (الإنجليزية)
- جيمي باتس على موقع أول ميوزيك (الإنجليزية)
- جيمي باتس على موقع ديسكوغز (الإنجليزية)